# Kiribati aux Jeux olympiques d'été de 2020
Les Kiribati participent aux Jeux olympiques d'été de 2020 à Tokyo. Il s'agit de leur 5e participation aux Jeux d'été, auxquels ils n'ont jusqu'ici remporté aucune médaille.
Trois sportifs sont engagés dans ces Jeux.

## Athlètes engagés
| Sport         | Hommes | Femmes | Total |
| ------------- | ------ | ------ | ----- |
| Athlétisme    | 1      | 0      | 1     |
| Haltérophilie | 1      | 0      | 1     |
| Judo          | 0      | 1      | 1     |
| Total         | 2      | 1      | 3     |

## Résultats

### Athlétisme
Les Kiribati bénéficient d'une place attribuée au nom de l'universalité des Jeux. Lataisi Mwea dispute le 100 mètres masculin.
| Athlète      | Épreuve        | Tour préliminaire | Tour préliminaire | 1er tour | 1er tour | Demi-finale | Demi-finale | Finale  | Finale  |
| Athlète      | Épreuve        | Temps             | Rang              | Temps    | Rang     | Temps       | Rang        | Temps   | Rang    |
| ------------ | -------------- | ----------------- | ----------------- | -------- | -------- | ----------- | ----------- | ------- | ------- |
| Lataisi Mwea | 100 m masculin | 11 s 25           | 8e                | Éliminé  | Éliminé  | Éliminé     | Éliminé     | Éliminé | Éliminé |

### Haltérophilie
En juillet 2021, les haltérophiles samoans locaux se retirent des Jeux en raison de la pandémie de Covid-19 aux Samoa ; le Samoan Vaipava Nevo Ioane se retirant dans la catégorie masculine des moins de 67 kg, Ruben Katoatau est repêché étant l'haltérophile le mieux classé en Océanie après le Samoan.
| Athlète        | Compétition           | Arraché  | Arraché | Épaulé-jeté | Épaulé-jeté | Total  | Rang |
| Athlète        | Compétition           | Résultat | Rang    | Résultat    | Rang        | Total  | Rang |
| -------------- | --------------------- | -------- | ------- | ----------- | ----------- | ------ | ---- |
| Ruben Katoatau | Moins de 67 kg hommes | 105 kg   | 14e     | 140 kg      | 12e         | 245 kg | 12e  |

### Judo
La Fédération ne distribue pas de ticket de qualifications aux championnats continentaux ou mondiaux mais c'est le classement établi au 21 juin qui permettra de sélectionner les athlètes (18 premiers automatiquement, le reste en fonction des quotas de nationalité).
Chez les femmes, Kinaua Biribo (-70 kg), classé 177e, est repêchée via l'attribution du quota continental pacifique.
| Athlète       | Compétition           | 1er tour               | 2e tour             | Quart de finale     | Demi-finale         | Repêchage           | Finale / MB         | Rang     |
| Athlète       | Compétition           | Adversaire Résultat    | Adversaire Résultat | Adversaire Résultat | Adversaire Résultat | Adversaire Résultat | Adversaire Résultat | Rang     |
| ------------- | --------------------- | ---------------------- | ------------------- | ------------------- | ------------------- | ------------------- | ------------------- | -------- |
| Kinaua Biribo | Moins de 70 kg femmes | Coughlan Défaite 00-01 | Éliminée            | Éliminée            | Éliminée            | Éliminée            | Éliminée            | Éliminée |